# Edmond van Aubel
Edmond Marie Lambert van Aubel (* 5. August 1864 in Lüttich; † 10. Juli 1941 in Gent) war ein belgischer Experimentalphysiker. Er war Professor an der Universität Gent.

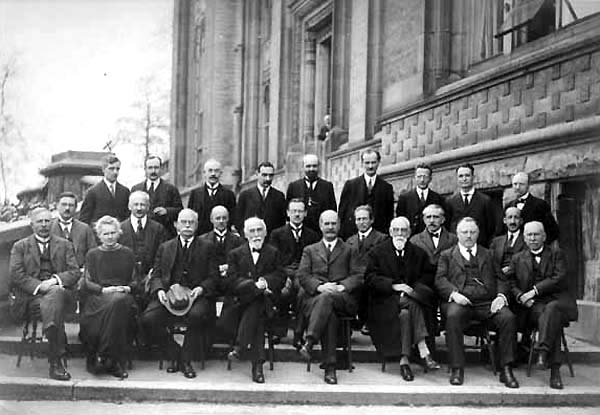
Edmond van Aubel, vorderste Reihe sitzend rechts, Solvay-Konferenz 1924

Van Aubel wurde 1888 an der Universität Lüttich promoviert bei Walthère-Victor Spring (1848–1911). Danach war er an der Königlichen Militärschule als Repetitor und ab 1890 lehrte er an der Universität Gent mit einer vollen Professur ab 1900. Er emeritierte 1934 (sein Nachfolger war Jules Verschaffelt).
Er befasste sich mit Magnetismus, elektrischer Leitfähigkeit und Physikalischer Chemie.
Er nahm an der dritten und vierten Solvay-Konferenzen teil (1921, 1924).
1907 wurde er Ritter und 1912 Offizier des Leopoldordens. 1925 wurde er Kommandeur des Kronordens. 1912 wurde er korrespondierendes und 1920 Vollmitglied der Königlichen Akademie der Wissenschaften von Belgien.